# Kamendaka taiensis
Kamendaka taiensis är en insektsart som beskrevs av Van Stalle 1986. Kamendaka taiensis ingår i släktet Kamendaka och familjen Derbidae. Inga underarter finns listade i Catalogue of Life.